# Zakarpacka Rada Obwodowa

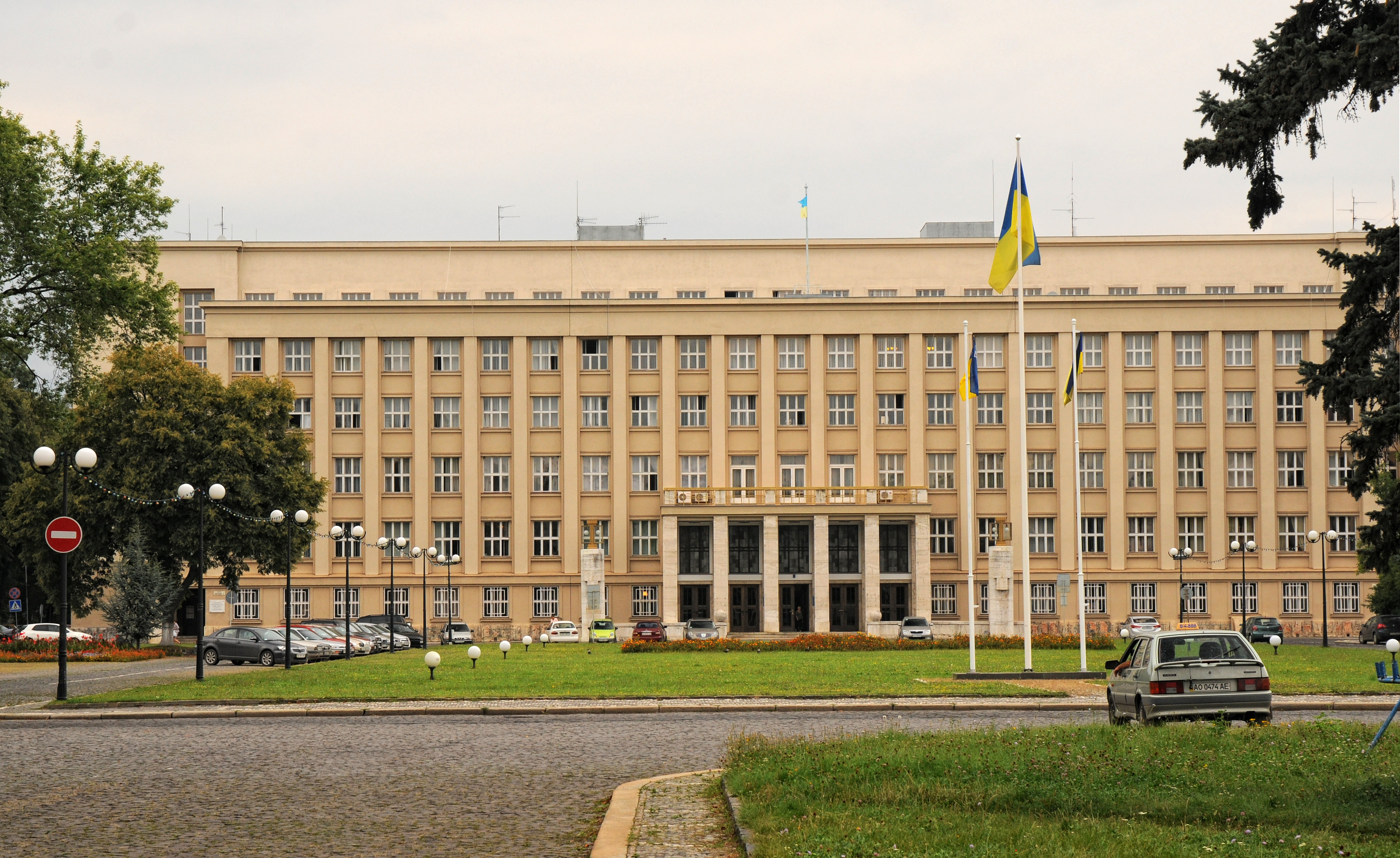
Budynek rady obwodowej

Zakarpacka Rada Obwodowa (ukr. Закарпатська обласна рада) – organ obwodowego samorządu terytorialnego w obwodzie zakarpackim Ukrainy, reprezentujący interesy mniejszych samorządów – rad rejonowych, miejskich, osiedlowych i wiejskich, w ramach konstytucji Ukrainy oraz udzielonych przez rady upoważnień. Siedziba Rady znajduje się w Użhorodzie.

## Przewodniczący Rady
- Mychajło Wołoszczuk (od kwietnia 1990 do października 1991)
- Dmytro Dorczyneć (od kwietnia 1992 do maja 1994)
- Serhij Ustycz (od lipca 1994 do kwietnia 1998)
- Iwan Iwanczo (od kwietnia 1998 do kwietnia 2002)
- Mykoła Andruś (od kwietnia 2002 do kwietnia 2006)
- Mychajło Kiczkowśkyj (od kwietnia 2006 do listopada 2010)
- Iwan Bałoha (od 23 listopada 2010)